# Шоло Марідуенья
Шоло Марідуенья (ісп. Xolo Maridueña, ісп. [ˈʃolo maɾiˈðweɲa]; нар. 9 червня 2001) — американський актор. Його ролі включають Мігеля Діаса в серіалі Netflix Cobra Kai, Віктора Грема в серіалі NBC Parenthood і Хайме Реєса / Синього Жука у фільмі, що входить до DC Extended Universe, «Синій Жук».